# بن هارمیسون
بن هارمیسون (انگلیسی: Ben Harmison؛ زادهٔ ۹ ژانویهٔ ۱۹۸۶) بازیکن کریکت، و بازیکن فوتبال اهل بریتانیا است.